# هلن کاسرس
هلن کاسرس (انگلیسی: Helen Caceres؛ زادهٔ ۱۵ ژوئن ۱۹۹۳) بازیکن فوتبال اهل استرالیا است.